# 俄罗斯联邦储蓄银行投资银行
俄罗斯联邦储蓄银行投资银行 是俄罗斯联邦储蓄银行下属的一家投资银行和资产管理公司，创立于1991年，总部设在俄罗斯莫斯科。公司前身为Troika Dialog，曾在90年代初参与建立俄罗斯的股票和债券市场。
俄罗斯联邦储蓄银行投资银行的核心业务包括证券销售和交易，投资银行，个人财富和资产管理，另类投资等。公司聚焦俄罗斯和其他独联体国家，并在俄国国内超过20个城市运作。